# Санта Марија дел Маре Торацо (Катанцаро)
Санта Марија дел Маре Торацо је насеље у Италији у округу Катанцаро, региону Калабрија.
Према процени из 2011. у насељу је живело 46 становника. Насеље се налази на надморској висини од 96 м.